# 依田仙右衛門
依田 仙右衛門（よだ せんえもん、安政2年6月27日〈1855年8月9日〉 - 1923年〈大正12年〉）は、明治から大正時代の政治家、貴族院多額納税者議員。長野県北佐久郡南御牧村長。幼名は亀太郎直温。

## 経歴・人物
中山道八幡宿の大地主・依田七郎兵衛の長男として生まれ、1874年（明治7年）1月、家督を相続する。御牧原の開発を進め、1889年（明治22年）町村制の施行に伴い、八幡村・蓬田村・桑山村・矢島村が合併し南御牧村が成立すると初代村長に就任し、1893年（明治26年）3月まで務めた。
1911年（明治44年）長野県多額納税者として貴族院議員に互選され、同年9月29日から1918年（大正7年）9月28日まで1期在任した。大正天皇即位を記念して御牧小学校に学田を寄付するなど教育の振興を図り、八幡神社の神楽殿の改修などを行った。

## 親族
- 長男：英一（長野県多額納税者、農業）[1][6]
- 子：武夫（養父 信州銀行、上伊那銀行各取締役・湯沢源助、養母 衆議院議員 上條信姉）[6][7]